# 三浦信孝
三浦 信孝（みうら のぶたか、1945年3月28日 - ）は、日本のフランス文学者、フランス文化学者。
中央大学名誉教授・日仏会館常務理事。また日本語 - フランス語の通訳者。

## 経歴・人物
1945年、岩手県盛岡市生まれ。1963年、岩手県立盛岡第一高等学校を卒業。東京大学教養学部教養学科フランス分科に進み、1970年に卒業。同大学大学院に進み、1978年東京大学大学院人文科学研究科仏語仏文学専攻博士課程を満期退学。
1980年、静岡大学教養部助教授に着任。1990年より、慶應義塾大学総合政策学部教授。1995年、中央大学文学部教授となった。2015年に中央大学を定年退職し、名誉教授となった。学界では、日本フランス語教育学会会長を務めた。

## 研究内容・業績
- フランス文学作品の日本語訳を多く手掛け、特に専門とするポール・ヴァレリーに関する著作も多い。

## 著書
- 『フランス語 3 1998』（放送大学教育振興会） 1998
- 『現代フランスを読む 共和国・多文化主義・クレオール』（大修館書店） 2002
- 『フランス語 3） 2002』（放送大学教育振興会） 2002

### 共編著
- 『多言語主義とは何か』（編、藤原書店） 1997
- 『言語帝国主義とは何か』（糟谷啓介共編、藤原書店） 2000
- 『普遍性か差異か 共和主義の臨界、フランス』（編、藤原書店） 2001
- 『来るべき〈民主主義〉 反グローバリズムの政治哲学』（編、藤原書店） 2003
- 『フランスの誘惑・日本の誘惑』（編著、中央大学出版部） 2003
- 『近代日本と仏蘭西 10人のフランス体験』（編、大修館書店） 2004
- 『思想としての〈共和国〉 日本のデモクラシーのために』（レジス・ドゥブレ, 樋口陽一, 水林章共著、みすず書房） 2006
- 『グローバル化と文化の横断』（松本悠子共編、中央大学出版部、中央大学学術シンポジウム研究叢書） 2008
- 『〈共和国〉はグローバル化を超えられるか』（J=P・シュヴェヌマン、樋口陽一共著、平凡社新書） 2009
- 『トクヴィルとデモクラシーの現在』（松本礼二, 宇野重規共編、東京大学出版会） 2009
- 『現代フランス社会を知るための62章』（西山教行共編著、明石書店、エリア・スタディーズ） 2010
- 『自由論の討議空間 フランス・リベラリズムの系譜』（編、勁草書房） 2010
- 『日仏翻訳交流の過去と未来 来るべき文芸共和国に向けて』（西永良成, 坂井セシル共編、大修館書店） 2014
- 『ルソーと近代 ルソーの回帰・ルソーへの回帰』（永見文雄, 川出良枝共編、風行社、ジャン＝ジャック・ルソー生誕300周年記念国際シンポジウム） 2014
- 『戦後思想の光と影 日仏会館・戦後70年記念シンポジウムの記録』（編、風行社） 2016
- 『ヴァレリーにおける詩と芸術』（塚本昌則、水声社） 2018
- 『加藤周一を21世紀に引き継ぐために』（鷲巣力、水声社） 2020：生誕百年記念 シンポジウム・講演録

## 翻訳
- 『ヴァレリー全集カイエ篇 4 身体と身体・精神・外界』（筑摩書房） 1980
- 『ヴァレリー全集カイエ篇 5 注意力』（筑摩書房） 1980
- 『ヴァレリー全集カイエ篇 6 情動性』（筑摩書房） 1981
- 『ヴァレリー全集カイエ篇 8 芸術と美学』（筑摩書房） 1982
- 『カフカ論 「掟の門前」をめぐって』（ジャック・デリダ、朝日出版社、ポストモダン叢書） 1986
- 『現代フランスの基礎知識』（ドラ・トーザン、編、白水社） 1997
- 『越境するクレオール マリーズ・コンデ講演集』（編訳、岩波書店） 2001
- 『多文化主義とは何か』（アンドレア・センプリーニ、長谷川秀樹共訳、白水社、文庫クセジュ） 2003
- 『実践理性 行動の理論について』（ピエール・ブルデュー、加藤晴久・石井洋二郎・安田尚共訳、藤原書店） 2007
- 『フランスにおける脱宗教性(ライシテ)の歴史』（ジャン・ボベロ、伊達聖伸共訳、白水社、文庫クセジュ） 2009
- 『ジャン=ジャック・ルソーの政治哲学 一般意志・人民主権・共和国』（ブリュノ・ベルナルディ、編 永見文雄, 川出良枝, 古城毅, 王寺賢太訳、勁草書房） 2014
- 『ネグリ、日本と向き合う』（アントニオ・ネグリ、NHK出版新書） 2014

市田良彦, 伊藤守, 上野千鶴子, 大澤真幸, 姜尚中, 白井聡, 毛利嘉孝が参加
- 『ポール・クローデルと黄金の聖櫃 〈詩人大使〉の文化創造とその遺産』（ミッシェル・ワッセルマン、立木康介共訳、水声社） 2022

著者は、元・関西日仏学館（アンスティチュ・フランセ日本・京都支部）館長、ヴィラ九条山初代館長

## 論文
- 三浦信孝